# ميخائيل ليندغرين
ميخائيل ليندغرين (بالسويدية: Michael Lindgren)‏ هو كاتب سيناريو وممثل سويدي، ولد في 14 مارس 1978 في السويد.

## وصلات خارجية
- ميخائيل ليندغرين على موقع IMDb (الإنجليزية)
- ميخائيل ليندغرين على موقع ميوزك برينز (الإنجليزية)
- ميخائيل ليندغرين على موقع قاعدة بيانات الأفلام السويدية (السويدية)
- ميخائيل ليندغرين على موقع قاعدة بيانات الفيلم (الإنجليزية)
- ميخائيل ليندغرين على موقع كينوبويسك (الروسية)